# GP2X
GP2X je herní konzole a přehrávač multimédií (videa, hudby…) založená na open source operačním systému Linux. Výrobcem tohoto zařízení je GamePark Holdings z Jižní Koreje. Tato konzole je nástupcem GP32.
26. srpna 2008 byl oznámen nástupce GP2X Wiz.

## Základní popis
GP2X byla uvedena na trh 10. listopadu 2005 v Jižní Koreji. Byla navržena tak, aby zastala roli nejen kapesní herní konzole, ale také multimediálního přehrávače (filmů, hudby, fotografií). Je založena na otevřené architektuře, umožňující komukoliv vyvíjet hry pro tuto konzoli bez potřeby platit za nákladné vývojářské kity či licence. Návrh konzole počítá s budoucím vylepšováním formou aktualizací firmware, jedná se například o podporu dalších souborových formátů, přidání nových vlastností, vývoj a opravy otevřeného operačního systému, apod.
GP2X dokáže emulovat mnoho konkurenčních herních konzolí, stejně jako řadu arkádových systémů (výčet následuje níže). Emulaci umožňují řádově výkonnější procesory, než jakými disponovaly zmíněné emulované konzole. Existuje dokonce možnost emulovat herní systémy PlayStation a Game Boy Advance, přesto že má GP2X méně ovládacích prvků než standardní ovladač konzole PlayStation. Je však třeba zmínit, že GP2X není příliš úspěšná v emulaci 3D her, protože postrádá 3D akcelerátor. Tato skutečnost ji předurčuje prozatím spíše pro 2D hry.
GP2X disponuje už v základní konfiguraci rozsáhlou podporou různých multimediálních formátů (DivX, XviD, MP3, Ogg Vorbis) a protože je použitý přehrávač open-source, existuje snadný způsob, jak podporu formátů ještě dále rozšířit (například o SPC, NSF, GBS, GYM, a VGM). GP2X také podporuje několik standardních obrázkových formátů (JPEG, PNG a GIF).

### Emulace jiných platforem
GP2X je schopen emulovat mnoho různých herních konzolí, počítačů a operačních systémů (tj. provozovat aplikace a hry pro ně určené). Následuje jejich seznam:
- arcade systems pomocí emulátoru MAME
- Amstrad
- Apple Macintosh 68K
- Atari 2600
- Atari 800
- Atari Jaguar
- Atari ST
- Atari Lynx
- Colecovision
- Commodore 64
- Commodore Amiga
- DOS (pomocí emulátoru DosBox, navíc celou řadu populárních adventur pod enginem ScummWM, který je nyní implementován nativně i na GP2X )
- Game Boy
- Game Boy Color
- Game Boy Advance
- Mattel Intellivision
- MESS
- Neo-Geo
- Neo Geo CD
- Neo-Geo Pocket Color
- NES
- Odyssey 2
- PC Engine
- PlayStation
- SAM Coupé
- Sega Game Gear
- Sega Master System
- Sega Mega Drive/Sega Genesis
- Sinclair ZX Spectrum
- SNES
- TI-99/4A
- x86

### obecné
- GamePark Holdings
- GP2X Uživatelská příručka - Uživatelská příručka vytvořená fanoušky této herní konzole popisující vše od otevření krabice s konzolí až po instalaci her, přehrávání multimédií i vývoje vlastních her.
- GP2X FAQ - Často kladené dotazy
- Gamepark Newbie - Dalších várka často kladených dotázu, tentokrát zahrnuje i témata týkající se předchůdce této herní konzole, který nesl označení GP32
- Sbírka videí 1, Sbírka videí 2[nedostupný zdroj] - Videa vytvořená fanoušky, která se úzce týkají herní konzole GP2X (z nich jsou zajímavé například video prezentující obecné funkce GP2X - emulaci jiných konzolí a přehrávání filmů, video prezentující možnosti připojení konzole k TV nebo pomocí USB k dalším zařízením)

### české komunitní stránky
- Emulatory.net - Komunitní a novinkové stránky s diskusním forem zaměřené na herní konzole, včetně GP2X

### zahraniční komunitní stránky
- GP32X – Komunitní a novinkové stránky s diskusním forem zaměřené na všechny příruční herní konzole od Gamepark
- Emuholic – Zaštituje „homebrew“ komunitu kolem příručních herních konzolí, včetně GP2X
- gp2x.info – Rozsáhlé zahraniční diskusní fórum.

### hry pro GP2X
- GP2X Pravidelně aktualizovaný seznam her
- GP2X archiv - kategorie: hry

### pro vývojáře
- wiki.GP2X.org - Wiki vývojářů pro GP2X